# Эндрюс, Томас (учёный)
Томас Э́ндрюс (англ. Thomas Andrews; 19 декабря 1813, Белфаст — 26 ноября 1885, Белфаст) — ирландский физико-химик. Открыл явление непрерывности газообразного и жидкого состояния вещества. Один из основоположников учения о сверхкритическом состоянии вещества.
Член Лондонского королевского общества (1849).

## Биография
Томас Эндрюс родился 19 декабря 1813 года в городе Белфасте. Он изучал химию в университете Глазго. Для совершенствования своих знаний он едет в Париж, где работает в химической лаборатории Дюма и одновременно в госпитале с целью изучения медицины.
Возвратившись он продолжает образование в Дублинском колледже святой Троицы и в Ирландской медицинской школе.
В 22 года Эндрюс получает степень доктора медицины в Эдинбурге, а затем профессора химии в Королевском колледже в Белфасте.
В 1844 году учёный был награждён Королевской медалью Лондонского королевского общества.
В 1845 году он становится вице-президентом колледжа и занимает эту должность до выхода в отставку в 1879 году.
Томас Эндрюс умер 26 ноября 1885 года в родном городе.

## Исследования
Основополагающая статья Эндрюса «О непрерывности газообразного и жидкого состояний вещества» была прочитана в Лондонском Королевском обществе 17 июня 1869 года и опубликована в 159 томе «Philosophical Transactions of the Royal Society» за 1869 год. Эндрюс начинает её с истории вопроса, с опытов Каньяра де Латура, исследований Фарадея, Реньо, Пулье, Натерера. Он указывает на свою заметку 1861 года, в которой описывает попытку обратить в жидкость кислород, водород, азот, оксиды углерода и азота, подвергая их большим давлениям и одновременно охлаждению в ванне из углекислоты и эфира. Опыты дали отрицательный результат. Однако несколько лет спустя ему удается перевести CO2 в жидкое состояние меняя давление в системе. После этого стало ясно, что существует два предела перехода в сверхкритическое состояние — по давлению и по температуре. Существовавшая тогда проблема «постоянных газов» (газов, которые не удавалось получить в жидком состоянии) перешла в разряд технически решаемых. Набор изотерм флюида в координатах давление — объём получил название диаграммы Эндрюса.